# حاجی‌لر قلعه
حاجی‌لر قلعه، روستایی است از توابع بخش مرکزی شهرستان گنبد کاووس در استان گلستان ایران. جمعیت این حدود ۳۵۰۰ نفر هست، همه ساکنان این روستا ترکمن هستند.
میدان بزرگ اسبدوانی کشور در این روستا واقع هست. همچنین پایتخت اسبدوانی کشور هست. در این روستا از طوایف مختلف ترکمن زندگی می‌کنند بیشترین مردم این روستا از طایفه اوزونی دوجی هستند. در قسمت شمالی این روستا رودخانه گرگان قرار دارد و در جنوب ان میدان اسبدوانی واقع است در غرب حاجیلرقلعه روستای پلی حاجی و در شرق ان زمینهای کشاورزی قرار دارد.
کار بیشتر مردم این روستا کشاورزی است. از محصولات کشاورزی که در این روستا کشت می‌شود می‌توان از گندم، جو، هندوانه، گوجه‌فرنگی، خیار و سویا نام برد. در زمانهای گذشته خیلی از مردم روستا از راه دامپروری امرار معاش
می‌کردند ولی درحال حاضر (میلادی۲۰۲۳) عده کمی به این کار مشغولند.
در فصل بهار و پاییز مسابقات اسبدوانی در این شهر برگزار می‌شود و هزاران نفر از سراسر کشور برای تماشای این مسابقات به گنبد می‌آیند.

## جمعیت
این روستا در دهستان فجر قرار داشته و براساس سرشماری سال ۱۳۸۵جمعیت آن ۲٬۲۶۷نفر (۴۹۷خانوار) بوده‌است.